# Oostenrijkse parlementsverkiezingen 1970
De achtste verkiezingen van de Nationalrat, het parlement van Oostenrijk, vonden op 1 maart 1970 plaats.
De christendemocratische Österreichische Volkspartei (ÖVP) leed een gevoelige nederlaag en verloor 7 zetels ten opzichte van de parlementsverkiezingen van 1966. De ÖVP verloor hiermee haar absolute meerderheid in de Nationale Raad. Winst was er voor de sociaaldemocratische Sozialistische Partei Österreichs (SPÖ) - sinds vier jaar oppositiepartij - die van 74 naar 81 zetels ging. De partij kwam echter enkele zetels te kort voor een absolute meerderheid. De nationaal liberale en populistische Freiheitliche Partei Österreichs (FPÖ) bleef stabiel.
| Voornaamste partijen die deelnamen aan de verkiezingen | Voornaamste partijen die deelnamen aan de verkiezingen | Voornaamste partijen die deelnamen aan de verkiezingen |
| Partijnaam                                             | Afkorting                                              | Ideologische richting                                  |
| ------------------------------------------------------ | ------------------------------------------------------ | ------------------------------------------------------ |
| Österreichische Volkspartei                            | ÖVP                                                    | christendemocratie, liberaal conservatisme             |
| Sozialistische Partei Österreichs                      | SPÖ                                                    | sociaaldemocratie, democratisch socialisme             |
| Kommunistische Partei Österreichs                      | KPÖ                                                    | marxisme-leninisme, communisme                         |
| Freiheitliche Partei Österreichs                       | FPÖ                                                    | liberaal conservatisme, nationaal liberalisme          |

## Uitslag
| Partijen                  | Partijen                                                                 | Stemmen   | Percentage | Zetels | Verschil |
| ------------------------- | ------------------------------------------------------------------------ | --------- | ---------- | ------ | -------- |
|                           | Sozialistische Partei Österreichs (SPÖ)                                  | 2.221.981 | 48,42%     | 81     | 7        |
|                           | Österreichische Volkspartei (ÖVP)                                        | 2.051.012 | 44,69      | 78     | 7        |
|                           | Freiheitliche Partei Österreichs (FPÖ)                                   | 253.425   | 5,52%      | 6      | 0        |
|                           | Kommunistische Partei Österreichs (KPÖ)                                  | 44.750    | 0,98%      | 0      | 0        |
|                           | Demokratische Fortschrittliche Partei (DFP)/Lijst Franz Olah             | 14.925    | 0,30%      | —      | —        |
|                           | Nationaldemokratische Partei (NDP)a                                      | 2.631     | 0,10%      | —      | —        |
|                           | Für Menschlichkeit, Recht und Freiheit in Österreich (Adolf Glantschnig) | 237       | 0,06%      | —      | —        |
|                           | Ongeldige stemmen/ blanco stemmen                                        | 41.890    | —          | —      | —        |
| (opkomst 91,78%)          | (opkomst 91,78%)                                                         | 4.630.851 | 100%       | 165    |          |
| a Partij van neofascisten |                                                                          |           |            |        |          |

## Coalitievorming
Onderhandelingen tussen SPÖ en ÖVP om tot een coalitieregering te komen liepen vast vanwege de onwil van de sociaaldemocraten. Daarop besloot de leider van de SPÖ, Bruno Kreisky, om een socialistische minderheidsregering te vormen. Omdat de SPÖ niet kon beschikken over een meerderheid in de Nationale Raad werden er afspraken over gedoogsteun gemaakt met de FPÖ. Op 21 april 1970 trad de bondsregering Kreisky I aan.
In ruil voor de gedoogsteun van de FPÖ voerde de bondsregering een verandering van de kieswet door die het voor middelgrote partijen (d.i. de FPÖ) gemakkelijker maakte om meer zetels te kunnen winnen. Nadat de kieswet-hervorming doorgedrukt was werden er in 1971 nieuwe parlementsverkiezingen gehouden.

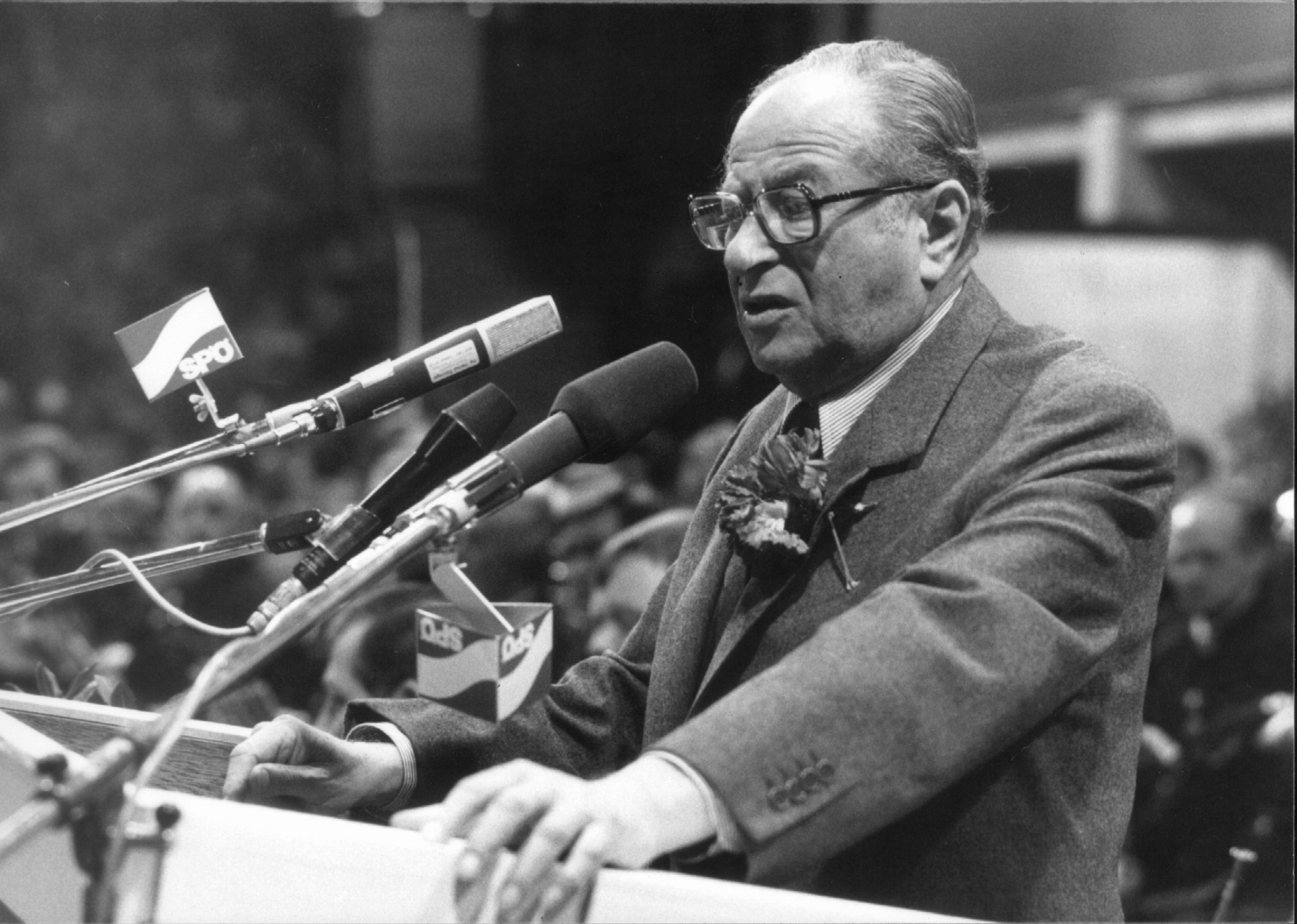
Bondskanselier Bruno Kreisky (SPÖ)